# Stenothyroides
Stenothyroides is een geslacht van uitgestorven weekdieren uit de klasse van de Gastropoda (slakken).

## Soorten
- Stenothyroides aquitanica (Cossmann & Peyrot, 1918) †
- Stenothyroides bosnensis (Brusina, 1902) †
- Stenothyroides distorta (Brusina, 1902) †
- Stenothyroides falunica Lozouet, 1985 †
- Stenothyroides granulum (Braun in Walchner, 1851) †
- Stenothyroides jungi (Boettger in Kinkelin, 1885) †
- Stenothyroides minuta (Wenz, 1925) †
- Stenothyroides pupina (Brusina, 1902) †
- Stenothyroides stenostoma (Brusina, 1902) †